# Moth
El moth (en inglés, polilla) es una clase internacional de embarcación a vela creada en Australia y en Estados Unidos en torno a 1930. Hay tres tipos de moth: el internacional, el clásico y el británico. 
El moth internacional, creado en 2002, es un hidroala rápido y ligero capaz de elevar su casco un metro por encima del agua, debido a su ligereza y al diseño de la base de la quilla y el timón.